# 田市镇 (渭南市)
田市镇是中国陕西省渭南市临渭区下辖的一个镇。

## 行政区划
田市镇下辖以下行政区：
新田村、南张村、腊羊村、伏家村、满寨村、黑杨村、楼赵村、屈家村、蒲家村、苏武村、赵东村、牟家村、井家村